# Rue Georges-Suant
La rue Georges-Suant est une voie de communication d'Antony dans les Hauts-de-Seine.

## Origine du nom

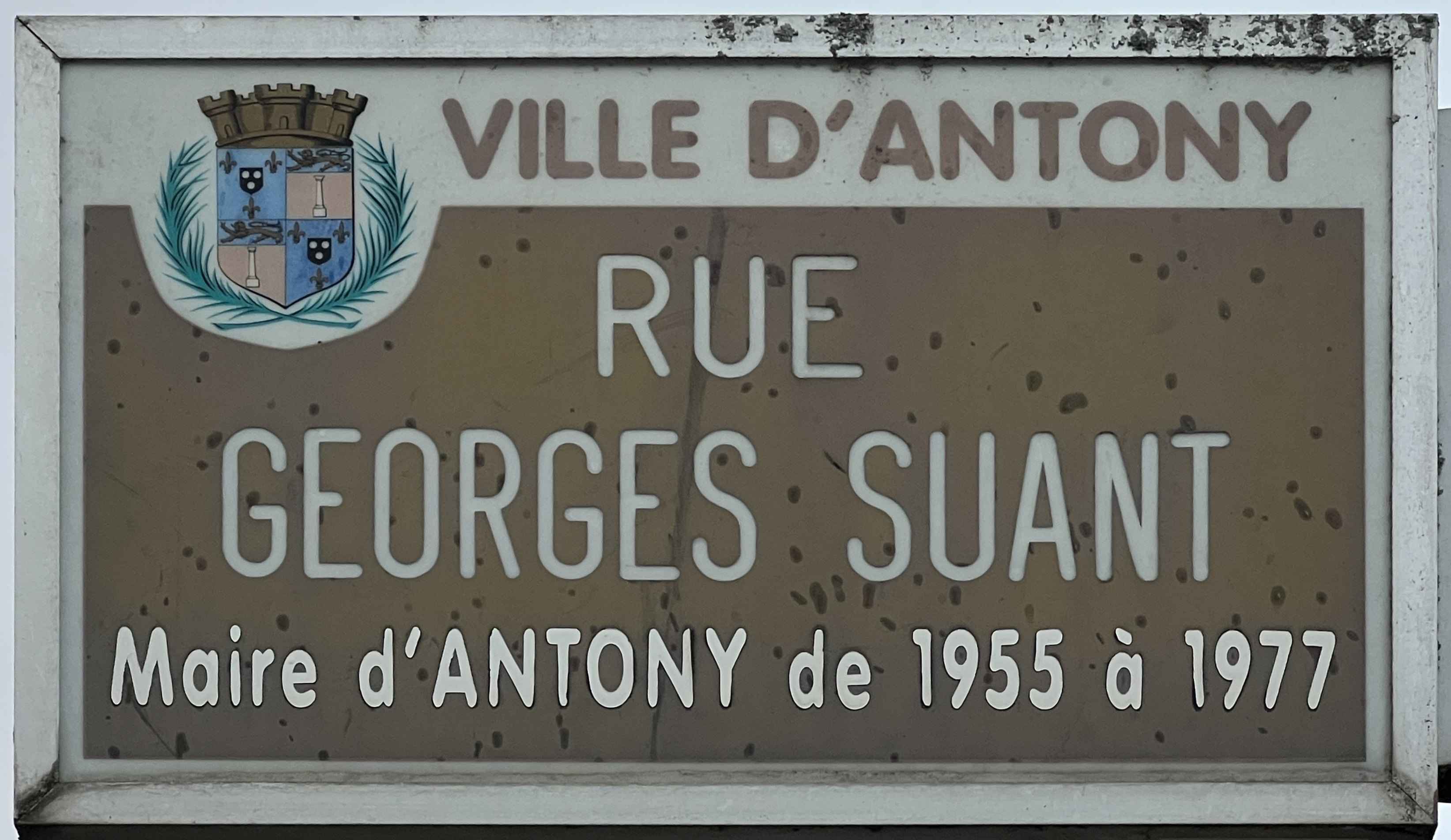
Plaque de la rue.

Cette rue tient son nom de Georges Suant, ancien maire de la ville d'Antony.

## Bâtiments remarquables et lieux de mémoire

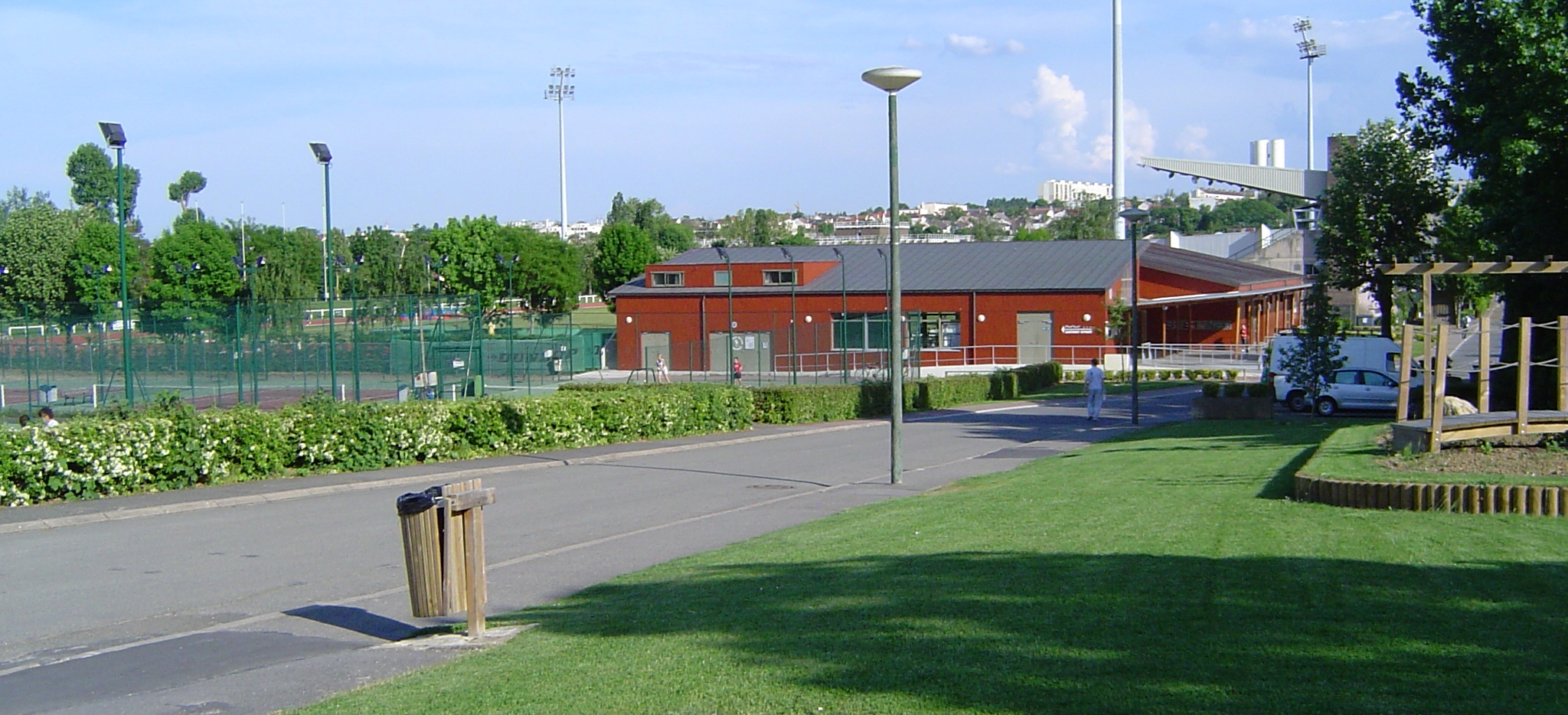
Stade Georges-Suant.

- Réserve naturelle régionale du bassin de la Bièvre, datant officiellement de 2009. Avant cela, il y fut réalisé dans les années 1970 un bassin de retenue de la Bièvre. En aval de ce plan d'eau, la rivière devient souterraine et passe sous la rue.
- Stade Georges-Suant, anciennement « stade Salvador-Allende ».
- Espace Cirque d'Antony.

## Pour approfondir